# Уруть очерёдноцветковая
Уру́ть очерёдноцветковая, или Перистоли́стник сменноцветковый (лат. Myriophyllum alterniflorum) — вид двудольных растений рода Уруть (Myriophyllum) семейства Сланоягодниковые (Haloragaceae). Впервые описан швейцарско-французским ботаником Огюстеном Пирамом Декандолем в 1815 году.

## Ботаническое описание
Обычно — однодомные растения.

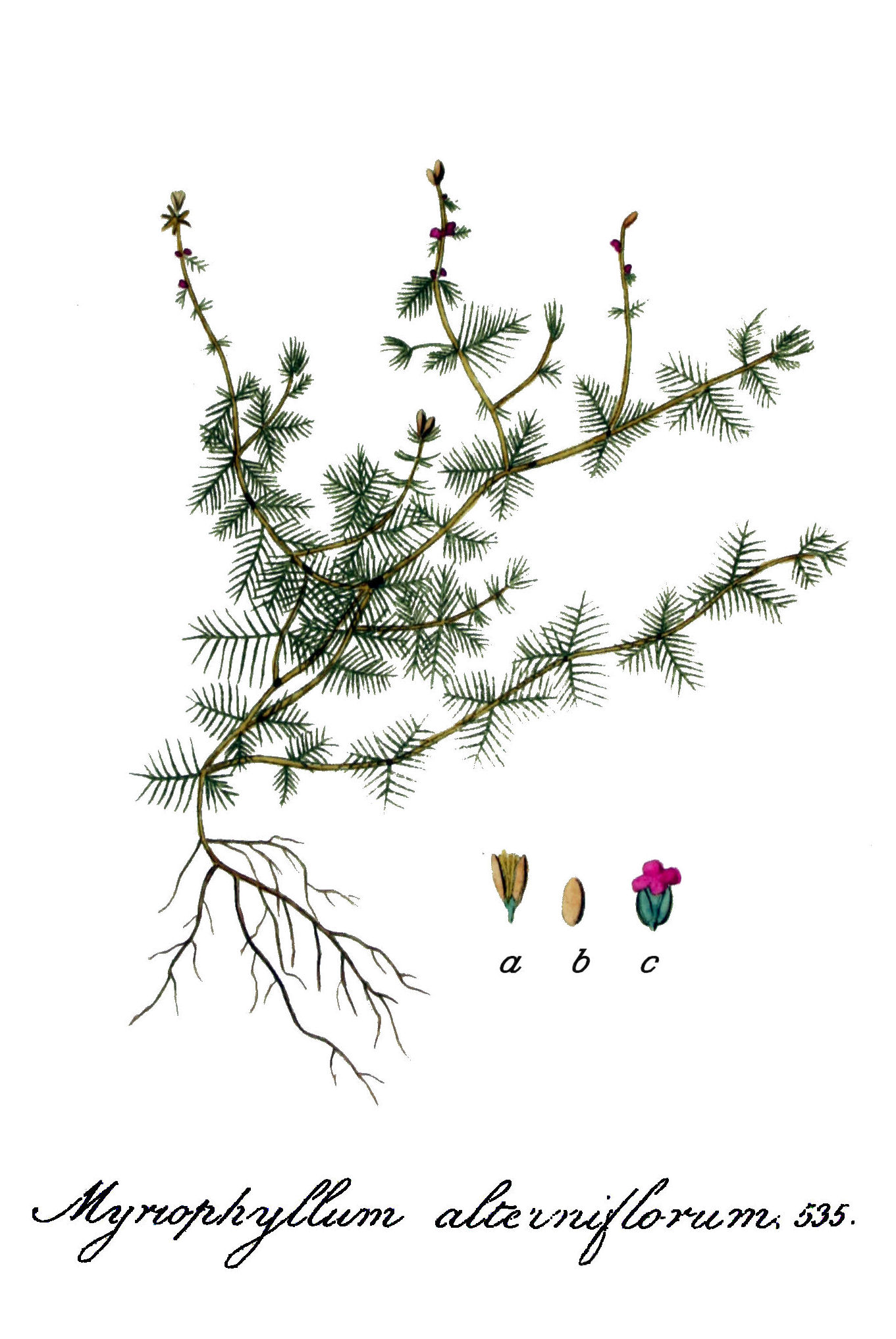
Ботаническая иллюстрация

Стебель разветвлённый, длиной 50—100 см, густо олиственный.
Подводные листья широко-ланцетные, мутовчатые.
Цветки раздельнополые (редко — обоеполые), собраны в колосовидное соцветие.
Плоды полуцилиндрической формы.
Цветёт с апреля по сентябрь.
Хромосомное число — 2n=14.

## Распространение и среда обитания
Встречается в Бельгии, Великобритании (Англия) Франции, Дании (включая Фарерские острова и Гренландию), Финляндии, Германии, Ирландии, Швейцарии, Нидерландах, Испании, Исландии, Италии, Португалии (включая Азорские острова), Норвегии, Польше, России, Украине, Швеции, странах бывшей Чехословакии, Алжире, Марокко, Тунисе, Китае, США, Канаде и Сен-Пьере и Микелоне.
Произрастает в стоячих водах и озёрах.

## Охранный статус
Занесена в Красные книги Латвии, Литвы, Эстонии и Харьковской области Украины.

## Классификация

### Таксономия
Myriophyllum alterniflorum DC., 1815, Fl. Franç. , ed. 3, 5: 529
Вид Уруть очерёдноцветковая относится к роду Уруть (Myriophyllum) семейства Сланоягодниковые (Haloragaceae) порядка Камнеломкоцветные (Saxifragales). Таксономическая схема в соответствии с Системой APG IV по состоянию на декабрь 2023 года:
|  |                          |  |                                   |                                   |                            |  | еще 14 семейств | еще 14 семейств |                             |  |  |  | еще 68 подтвержденных видов и 18 видов, ожидающих подтверждения |
|  |                          |  |                                   |                                   |                            |  | еще 14 семейств | еще 14 семейств |                             |  |  |  | еще 68 подтвержденных видов и 18 видов, ожидающих подтверждения |
|  |                          |  |                                   | порядок Камнеломкоцветные         |                            |  |                 |                 | род Уруть                   |  |  |  |                                                                 |
|  |                          |  |                                   | порядок Камнеломкоцветные         |                            |  |                 |                 | род Уруть                   |  |  |  |                                                                 |
|  | клада Цветковые растения |  |                                   |                                   | семейство Сланоягодниковые |  |                 |                 | вид Уруть очерёдноцветковая |  |  |  |                                                                 |
|  | клада Цветковые растения |  |                                   |                                   | семейство Сланоягодниковые |  |                 |                 |                             |  |  |  |                                                                 |
|  |                          |  | ещё 63 порядка цветковых растений | ещё 63 порядка цветковых растений |                            |  |                 | еще 6 родов     | еще 6 родов                 |  |  |  |                                                                 |
|  |                          |  |                                   | ещё 63 порядка цветковых растений |                            |  |                 |                 | еще 6 родов                 |  |  |  |                                                                 |